# 好莱坞杜莎夫人蜡像馆
好莱坞杜莎夫人蜡像馆 (英語：Madame Tussauds Hollywood) 是位于美国好莱坞大道的一个蜡像馆，在中国戏院的西边。属于默林娱乐杜莎夫人蜡像馆旗下的第九家分馆。 

## 历史
好莱坞杜莎夫人蜡像馆历时八年建成，囊括了115尊蜡像。第一批入住蜡像包括碧昂丝·诺尔斯和杰米·福克斯。每尊造价大约30万美元。

## 现在名人
- 兰斯·阿姆斯特朗
- 弗雷德·阿斯泰尔
- 英格丽·褒曼
- 哈莉·贝瑞
- 碧昂丝
- 亨弗莱·鲍嘉
- 马龙·白兰度
- 皮尔斯·布鲁斯南
- 科比·布莱恩特
- 金凯瑞
- 成龙
- 查理·卓别林
- 乔治·克鲁尼
- 西蒙·考威尔
- 丹尼尔·克雷格
- 佩内洛普·克鲁兹
- 萨尔玛·海耶克
- 贝蒂·戴维斯
- 詹姆斯·迪恩
- 罗伯特·德尼罗
- 约翰尼·德普
- 卡梅隆·迪亚兹
- 莱昂纳多·迪卡普里奥
- 玛琳·黛德丽
- E.T.外星人
- 克林特·伊斯特伍德
- 克里斯·埃文斯
- 科林·法瑞尔
- 杰米·福克斯
- 克拉克·盖博
- 朱迪·加兰
- 莎拉·米歇尔·盖拉
- 赛琳娜·戈麦斯
- 吉米·法伦
- 黛米·洛瓦托
- 贾斯汀·汀布莱克
- 茱莉娅·罗伯茨
- 约翰尼·格兰特
- 汤姆·汉克斯
- 东尼·霍克 (运动员)
- 克里斯·海姆斯沃斯
- 奥黛丽·赫本
- 凯瑟琳·赫本
- 查尔顿·赫斯顿
- 阿尔弗雷德·希区柯克
- 达斯汀·霍夫曼
- 鲍勃·霍普
- 安东尼·霍普金斯
- 霍华德·休斯
- 钢铁人
- 休·杰克曼
- 迈克尔杰克逊
- 艾尔顿·约翰
- 德韦恩·约翰逊
- 安吉丽娜·朱莉
- Lady Gaga
- 珍妮弗·劳伦斯
- 李小龙
- 费雯·丽
- 乔治·洛佩兹
- 珍妮弗·洛佩兹
- 士官长 (光环)
- 麦当娜
- 史蒂夫·麦奎因
- 玛丽莲·梦露
- 埃迪·墨菲
- 保罗·纽曼
- 杰克·尼科尔森
- 柯南·奥布莱恩
- 彼得·奥图
- 贝拉克·奥巴马
- 艾尔·帕西诺
- 布拉德·皮特
- 埃尔维斯·普雷斯利
- 赛琳娜
- 罗伯特·雷德福
- 蕾哈娜
- 琼·里弗斯
- 杰基·罗宾森
- 琴吉·罗杰斯
- 阿诺德·施瓦辛格
- 马丁·斯科塞斯
- 威廉·夏特纳
- 史莱克
- 威尔史密斯
- 蜘蛛人
- 斯蒂芬·斯皮尔伯格
- 西尔维斯特·史泰龙
- 帕特里克·斯图尔特
- 梅丽尔·斯特里普
- 格洛丽亚·斯旺森
- 帕特里克·斯韦兹
- 泰勒·斯威夫特
- 昆汀·塔伦蒂诺
- 伊丽莎白·泰勒
- 查理兹·塞隆
- 乌玛·瑟曼
- 贾斯汀·汀布莱克
- 约翰·特拉沃尔塔
- 杜莎夫人
- 凯莉·安德伍德
- 丹泽尔·华盛顿
- 约翰·韦恩
- 拉寇儿·薇芝
- 罗宾·威廉姆斯
- 布鲁斯·威利斯
- 泰格·伍兹
- 剪刀手爱德华
- 史努比狗狗
- 贝蒂·怀特

### 曾经名人
- 摩根·弗里曼
- 妮可·基德曼
- 简·林奇
- 贾斯汀·比伯
- 布兰妮·斯皮尔斯
- 塞缪尔·杰克逊